# Grote Prijs Raf Jonckheere 2003
De 53e editie van de Belgische wielerwedstrijd Grote Prijs Raf Jonckheere werd verreden op 28 juli 2003. De start en finish vonden plaats in Westrozebeke. De winnaar was Yuriy Metlushenko, gevolgd door Gert Steegmans en David McKenzie.

## Uitslag
| Grote Prijs Raf Jonckheere 2003 |                   |                                           |      |
| Plaats                          | Naam              | Ploeg                                     | Tijd |
| Winnaar                         | Yuriy Metlushenko | Landbouwkrediet-Colnago-Alken Maes-Daikin |      |
| 2                               | Gert Steegmans    | Lotto-Domo                                |      |
| 3                               | David McKenzie    | Flanders-iTeamNova                        |      |

1951 · 1952 · 1953 · 1954 · 1955 · 1956 · 1957 · 1958 · 1959 · 1960 · 1961 · 1962 · 1963 · 1964 · 1965 · 1966 · 1967 · 1968 · 1969 · 1970 · 1971 · 1972 · 1973 · 1974 · 1975 · 1976 · 1977 · 1978 · 1979 · 1980 · 1981 · 1982 · 1983 · 1984 · 1985 · 1986 · 1987 · 1988 · 1989 · 1990 · 1991 · 1992 · 1993 · 1994 · 1995 · 1996 · 1997 · 1998 · 1999 · 2000 · 2001 · 2002 · 2003 · 2004 · 2005 · 2006 · 2007 · 2008 · 2009 · 2010 · 2011 · 2012 · 2013 · 2014 · 2015 · 2016 · 2017 · 2018 · 2019 · 2020 · 2021 · 2022